# Kamienna Wola (gromada)
Kamienna Wola – dawna gromada, czyli najmniejsza jednostka podziału terytorialnego Polskiej Rzeczypospolitej Ludowej w latach 1954–1972.
Gromady, z gromadzkimi radami narodowymi (GRN) jako organami władzy najniższego stopnia na wsi, funkcjonowały od reformy reorganizującej administrację wiejską przeprowadzonej jesienią 1954 do momentu ich zniesienia z dniem 1 stycznia 1973, tym samym wypierając organizację gminną w latach 1954–1972.
Gromadę Kamienna Wola z siedzibą GRN w Kamiennej Woli utworzono – jako jedną z 8759 gromad na obszarze Polski – w powiecie opoczyńskim w woj. kieleckim, na mocy uchwały nr 13g/54 WRN w Kielcach z dnia 29 września 1954. W skład jednostki weszły obszary dotychczasowych gromad Kamienna Wola, Bernów, Kurzacze, Sołtysy, Stużno i Stużno kolonia ze zniesionej gminy Stużno w tymże powiecie. Dla gromady ustalono 13 członków gromadzkiej rady narodowej.
31 grudnia 1959 do gromady Kamienna Wola przyłączono wsie Sielec i Wólka Dobromirowa oraz kolonię Adamów ze zniesionej gromady Karwice oraz wieś Kotfin, kolonie Kotfin A, Kotfin B, Kotfin C, Podbródek, Hieronimów i Edwardów ze zniesionej gromady Rozwady.
Gromada przetrwała do końca 1972 roku, czyli do kolejnej reformy gminnej.